# Brown Bag Films
A Brown Bag Films UC. (BBF) é um estúdio irlandês de televisão e animação por computador, propriedade do estúdio de produção canadiano 9 Story Media Group, com sede em Dublin e instalações de animação 2D e 3D em Bali, Los Angeles, Toronto e, anteriormente, Manchester.
Fundado em 1994 por Cathal Gaffney e Darragh O'Connell, o estúdio é conhecido pela produção de séries de televisão e curtas-metragens de animação por computador, incluindo Give Up Yer Aul Sins e Granny O'Grimm's Sleeping Beauty. O estúdio recebeu vários prémios, incluindo nomeações para os Óscares por Give Up Yer Aul Sins (Melhor Curta-Metragem de Animação na 73.ª edição dos Óscares) e Granny O'Grimm's Sleeping Beauty (Melhor Curta-Metragem de Animação na 83.ª edição dos Óscares), 6 prémios Emmy por Peter Rabbit, um prémio Emmy por Bing e várias nomeações para os prémios BAFTA, Emmy e Annie pelos seus programas; Octonautas, Doc McStuffins, Henry Hugglemonster e Vampirina.

## História

### Era independente (1994–2015)
A Brown Bag Films foi criada em 1994 por Cathal Gaffney e Darragh O'Connell, produzindo a sua primeira série Peig para a RTÉ, utilizando modelos de acetato pintados à mão e filmados em película de 35 mm. Em 1995, o estúdio mudou-se para uma antiga casa georgiana na Gardiner Street, produzindo alguns anúncios publicitários e ilustrações. Wolves, Witches and Giants foi criada em 1996 para a ITV Studios.
O estúdio mudou-se para novas instalações no centro da cidade de Dublin em 1997, estabelecendo a primeira estação de trabalho digital de tinta e pintura da Irlanda. Trabalharam na longa-metragem da Warner Bros. The King & I, coordenando a animação europeia com Los Angeles através de um modem de 56K. Barstool e Taxi foram produzidos para a RTÉ e começaram a aumentar o seu serviço de anúncios.
Em 1998, a Brown Bag Films produziu a série “Why?” para a RTÉ, que foi vendida em mais de 100 países em todo o mundo.
Em 1999, a Brown Bag Films lançou a sua curta-metragem The Last Elk, realizada por Alan Shannon. O filme ganhou vários prémios internacionais.
Em 2002, a Brown Bag Films foi nomeada para o seu primeiro Óscar, com o filme Give Up Yer Aul Sins, realizado por Gaffney e produzido por O'Connell, e a empresa passou a contar com 22 pessoas.
Em julho de 2007, a Brown Bag Films mudou-se para um novo estúdio em Smithfield Square, Dublin, concebido por Douglas Wallace Architects, e iniciou a produção da sua primeira série de animação, Olivia, para a Nickelodeon. No mesmo ano, iniciou-se o desenvolvimento de Noddy in Toyland.
Em 2008, o estúdio começou a trabalhar no filme Granny O'Grimm's Sleeping Beauty, realizado por Nicky Phelan, que lhe valeu uma segunda nomeação para um Óscar.
Em 2009, a Brown Bag Films entregou 20 horas de animação a emissoras internacionais e recebeu o prémio de Produtor Europeu do Ano no Cartoon Tributes, na Noruega. O estúdio cresceu para mais de 160 pessoas e está equipado com uma instalação de pós-produção de imagem de alta definição e áudio 5:1.
Em julho de 2010, a empresa abriu um escritório em Los Angeles para produzir longas-metragens de animação.
Em 2011, estrearam a curta-metragem de Darragh O'Connell, “23 Degrees, 5 Minutes”, com a voz de John Hurt. Começaram a produção de Doc McStuffins - o primeiro programa encomendado pelo recém-renomeado Disney Junior, que iria estrear juntamente com o Disney Channel. The Octonauts foi nomeado para um prémio BAFTA. A Brown Bag Films iniciou a produção da sua própria série original, Henry Hugglemonster, baseada num livro de Niamh Sharkey, para o Disney Junior.
A 23 de março de 2012, a estreia de Doc McStuffins bateu recordes de audiência como a estreia pré-escolar mais vista de sempre nos Estados Unidos. A Brown Bag Films continua a produção deste filme, bem como de Henry Hugglemonster, depois de o Disney Junior ter anunciado a renovação das suas séries e uma segunda temporada dos Octonautas, e conta com a participação de um novo membro muito especial da equipa - Toby, o cão do estúdio!
In 2013, Brown Bag Films began production on the short film ANYA, made to raise awareness of the charity To Russia With Love. Brown Bag Films recruits 30 new employees and expands the studio to a third location.
Em fevereiro de 2014, a Brown Bag Films anunciou a adaptação para televisão da série de livros Bing do autor e ilustrador Ted Dewan. Após a renovação das séries pelas redes de televisão anfitriãs, continuaram a produção de uma segunda temporada de Henry Hugglemonster e Peter Rabbit, uma terceira temporada de Doutora Brinquedos e uma quarta temporada de Octonautas. A Brown Bag Films lançou o Brown Bag Labs, um espaço online para diversão nos bastidores e tutoriais do estúdio. Octonauts foi galardoado com um prémio IFTA para Melhor Programa Infantil. ANYA foi lançado online para angariar fundos para a instituição de caridade To Russia With Love. Anunciam a abertura do seu estúdio 2D em Manchester. A sua curta-metragem An Ode To Love recebe o prémio de Melhor Animação Irlandesa no Foyle Film Festival. Lançam o episódio especial de Natal da sua nova série online Problemas no Paraíso.
Em janeiro de 2015, o episódio-piloto de The Stinky and Dirty Show, baseado na série de livros “I Stink!” de Kate e Jim McMullan, estreou no Amazon Prime (agora Amazon Prime Video) e foi mais tarde aprovado para uma série completa. Bing foi galardoado com o prémio de Melhor Escrita de um Episódio de Televisão Infantil pelo The Writer's Guild of Great Britain. Doc McStuffins recebeu um prémio de Melhor Programa Infantil nos 46º NAACP Image Awards e um prémio Peabody nos 74º Annual Peabody Awards.

### 9 Subsidiária do Story Media Group (2015–presente)
A Brown Bag Films foi comprada pela 9 Story Media Group em 18 de agosto de 2015 como forma de “reintroduzir a animação CGI na 9 Story” após “uma primeira tentativa falhada de implementação”, de acordo com seu presidente, Vincent “Vince” Commisso. Em 7 de março de 2016, começaram a trabalhar numa série de animação por computador para o Disney Junior, Vampirina, baseada na série de livros infantis Vampirina Ballerina, escrita por Anne Marie Pace e ilustrada por LeUyen Pham, que estreou em 1 de outubro de 2017.
Em outubro de 2017, mais de dois anos após a compra da Brown Bag, esta tornou-se uma das duas principais divisões da 9 Story, juntamente com a 9 Story Distribution International, assumindo toda a animação 2D e 3D nos estúdios da 9 Story em Dublin, Manchester e Toronto. A 9 Story também mudou o nome dos seus dois estúdios de animação em Bali (anteriormente BASE Animation Studios) e da sua base em Toronto para Brown Bag Films.
Nos Daytime Emmy Awards de 2014, a Brown Bag Films arrecadou três prémios e obteve mais cinco nomeações para a série Peter Rabbit, obtendo o maior número de nomeações para um programa de animação nesse ano.

## Links externos
- Sítio oficial
- "Give Up Yer Aul Sins" Vídeo no YouTube
- Crap Rap for RTÉ